# 圣若瑟主教座堂 (河内市)

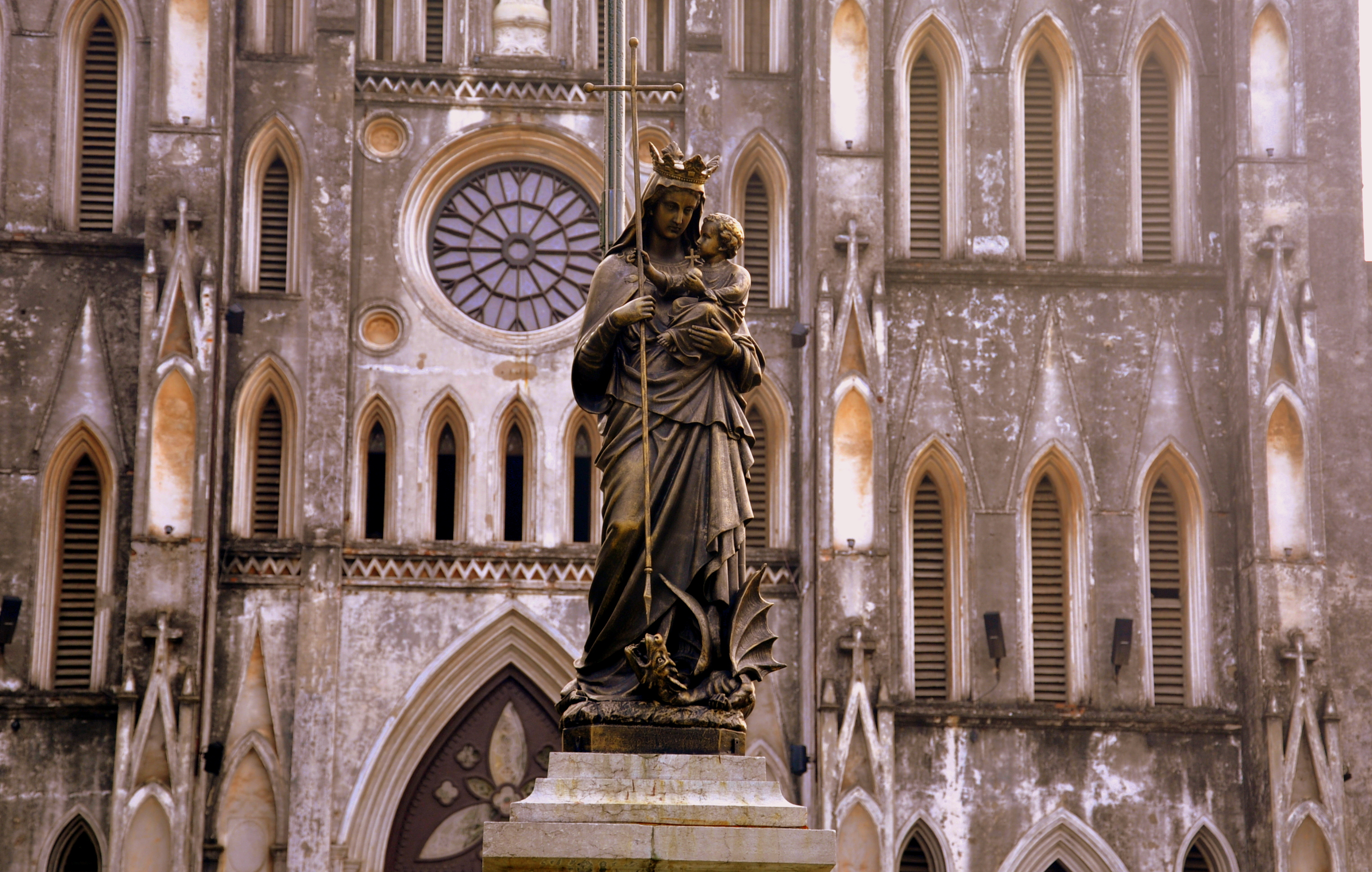
圣若瑟主教座堂

圣若瑟主教座堂（越南语：／），又名河內大教堂（越南语：／），是罗马天主教河内总教区的主教座堂，位于越南河内。大教堂從1884年開始興建，Puginier主教自行燒煉紅磚和瓦，1888年完工。每天举行多场弥撒，在周末和宗教节日通常较为拥挤。2004年圣诞节有4000多人进堂。

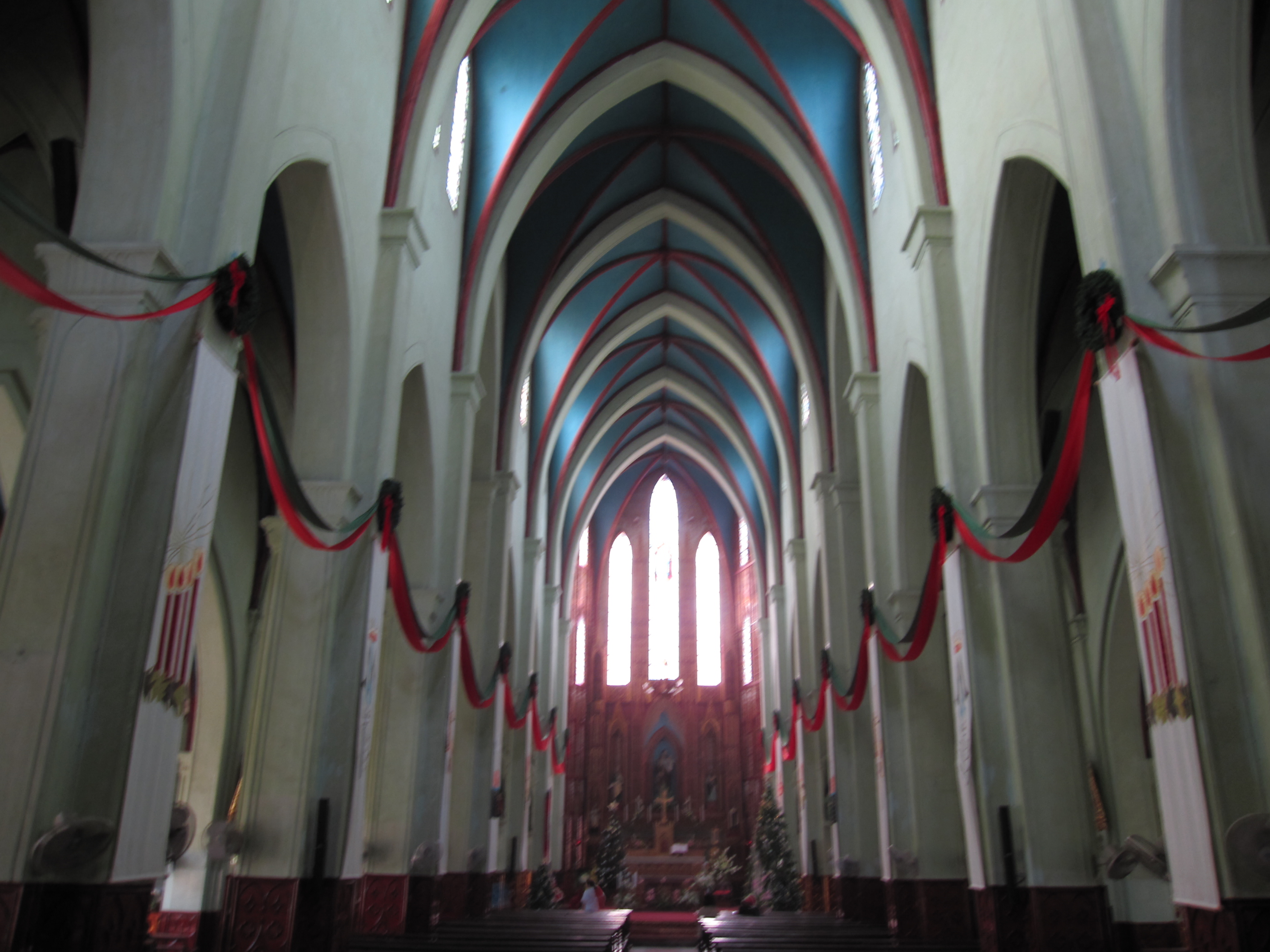
内部